# Mécanicien armement opérationnel
 (mars 2014).
Si vous disposez d'ouvrages ou d'articles de référence ou si vous connaissez des sites web de qualité traitant du thème abordé ici, merci de compléter l'article en donnant les références utiles à sa vérifiabilité et en les liant à la section « Notes et références ».
Le Mécanicien armement opérationnel est une des spécialités que compte l'Armée de l'air française.

## Définition
La spécialité Armement Opérationnel est la spécialité qui consiste à la mise en œuvre et la maintenance des armements de l'Armée de l'air et de l'espace.
On retrouve des armuriers dans les armureries, leur mission est la maintenances des armes de petits calibres (HK 416, FAMAS, GLOCK, PA, etc.). Il y en a aussi dans les dépôts de munitions (où sont stockées toutes les munitions, du petit calibre aux bombes et missiles). On en retrouve beaucoup dans les escadrons, leur mission est la mise en œuvre et la maintenance directement sur les avions. Certains armuriers sont uniquement à la maintenance (des sièges éjectables où des canons par exemple) soit en escadron soit dans des unités dédiées.
Certains armuriers au cours de leur carrière peuvent aussi devenir EOD (Explosive Ordnance Disposal, démineur) ou bien également bourrelier (de plus en plus rare).
La spécialité est assez vaste en termes d'emploi et ce en fonction de leur affectation ce qui permet dans une carrière de travailler sur divers systèmes d'armes à des moments différents de leur carrière.
Il existe un terme qui est plus employé (non officiel mais très largement employé) dans l'Armée de l'air et de l'espace pour désigner les armuriers : Pétaf (Pyro-Électro-Technicien des Armements et des Fusées).
L’ancienne appellation des armuriers était « PétaFEU » pour spécialiste PETard et FUsée. Ce qui donna Pétaf.

## Formation
La formation des sous-officiers mécaniciens armement opérationnel se fait à l'EFMAD (Escadron de Formation de la Maintenance Aéronautique de la Défense) sur la base aérienne 721 de Rochefort (Charente-Maritime). Elle dure environ 26 semaines, à l'issue le militaire est Certifié Élémentaire (CE) et en fonction de sa notation (supérieure à 12/20 de moyenne) il lui sera proposé en amphithéâtre une affectation en unité (la meilleure moyenne choisit en premier). À environ 6 mois d'affectation, en fonction de l'apprentissage en unité il sera Breveté Élémentaire (BE). Au bout de 6 ans de service il pourra prétendre au Brevet Supérieur (BS) sur concours de la Sélection 2 (S2) ce qui lui permettra de devenir chef d'équipe à l'issue de deux stages (un militaire et un professionnel, tous deux sur la BA721 de Rochefort).

## Qualités essentielles
Les qualités essentielles de cette spécialité sont: 
- la rigueur, la manipulation de munitions et d'éléments pyrotechniques nécessite une grande rigueur.
- le travail en équipe, pour manipuler certains armements qui peuvent peser plusieurs centaines de kg il faut être capable de coordonner des manipulations en groupe.
- une bonne condition physique, certains armements nécessitent une bonne condition physique à cause de leur masse
- de la polyvalence: il faut maitriser de nombreux systèmes (canon, siège éjectable, bombes...)

## Grade
- Sous-officier
- Militaire du rang